# Vrakúň

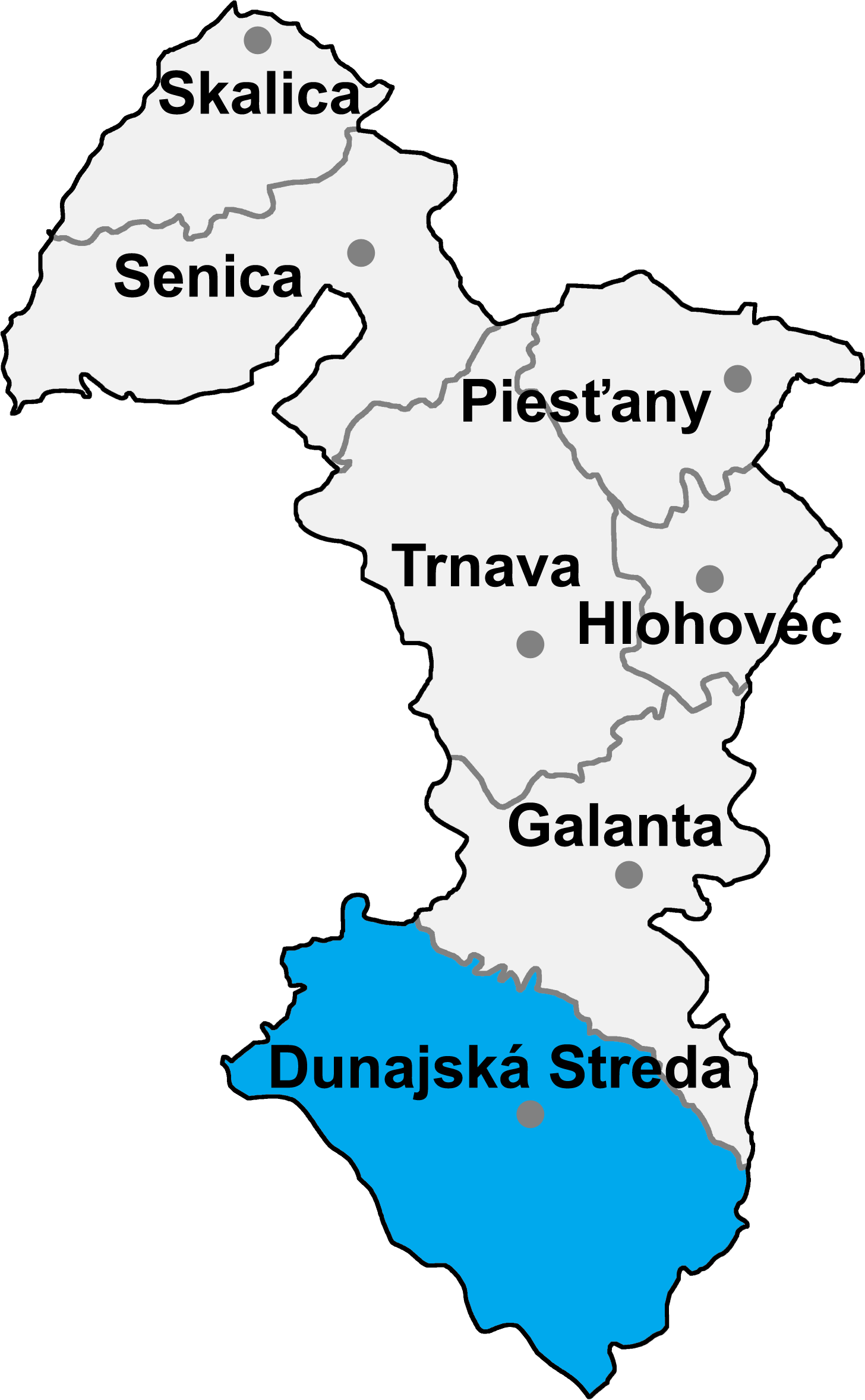
Localização de Dunajská Streda (distrito) na Trnava (região)

O Distrito eslovaco de Vrakúň  é um dos sessenta e quatro municípios que formam a Distrito de Dunajská Streda, situada em Região de Trnava, Eslováquia.

## Demografia
| Ano:        | 1994 | 2004   | 2014   | 2024    |
| ----------- | ---- | ------ | ------ | ------- |
| Broj ljudi: | 2463 | 2487   | 2637   | 2946    |
| Razlika:    |      | +0,97% | +6,03% | +11,71% |

| Ano:               | 2023 | 2024   |
| ------------------ | ---- | ------ |
| Número de pessoas: | 2932 | 2946   |
| Diferença:         |      | +0,47% |